# Llista de cràters de Miranda
En aquest article només es mostra els noms oficials aprovats per la Unió Astronòmica Internacional (UAI).
Aquesta és una llista de cràters amb nom de Miranda, un dels satèl·lits naturals d'Urà descobert el 1948 per l'astrònom neerlandès nacionalitzat estatunidenc Gerard Kuiper (1905-1973). Tots els cràters han estat identificats durant la missió de la sonda espacial Voyager 2, l'única que ha arribat fins ara a Miranda.
El 2019, els 7 cràters amb nom de Miranda representaven el 0,12% dels 5475 cràters amb nom del Sistema Solar. Altres cossos amb cràters amb nom són Amaltea (2), Ariel (17), Cal·listo (142), Caront (6), Ceres (115), Dàctil (2), Deimos (2), Dione (73), Encèlad (53), Epimeteu (2), Eros (37), Europa (41), Febe (24), Fobos (17), Ganímedes (132), Gaspra (31), Hiperió (4), Ida (21), Itokawa (10), Janus (4), Japet (58), Lluna (1624), Lutècia (19), Mart (1124), Mathilde (23), Mercuri (402), Mimas (35), Oberó (9), Plutó (5), Proteu (1), Puck (3), Rea (128), Šteins (23), Tebe (1), Terra (190), Tetis (50), Tità (11), Titània (15), Tritó (9), Umbriel (13), Venus (900), i Vesta (90).

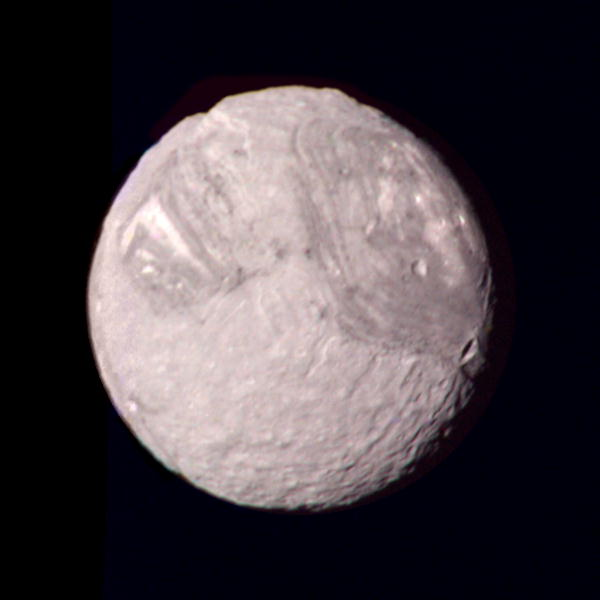
Fotografia de Miranda (Urà v) realitzada per la sonda espacial Voyager 2 a 480 km de distància, 1986
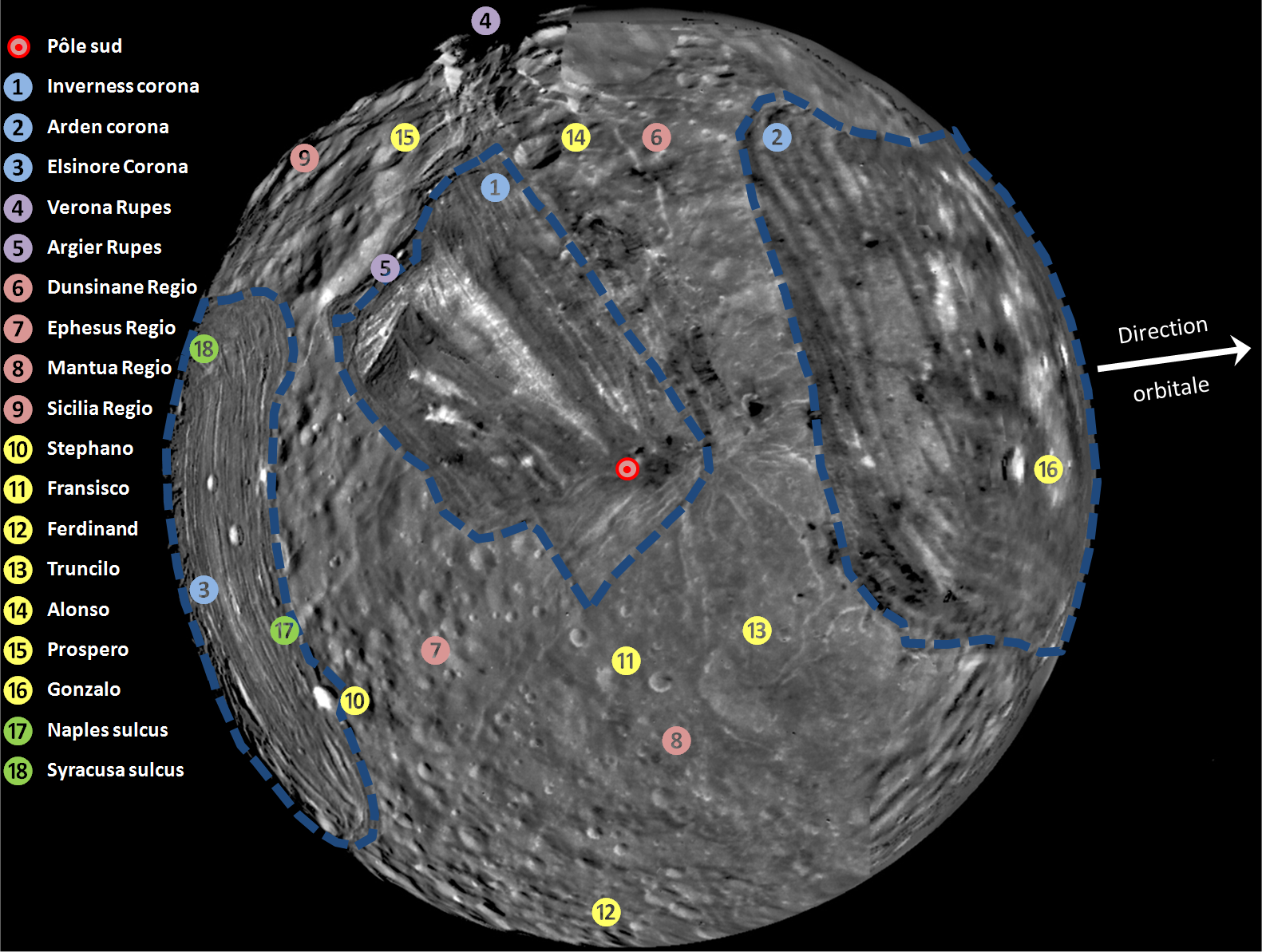
Mapa geogràfic de Miranda. Els cràters amb nom apareixen marcats de color groc
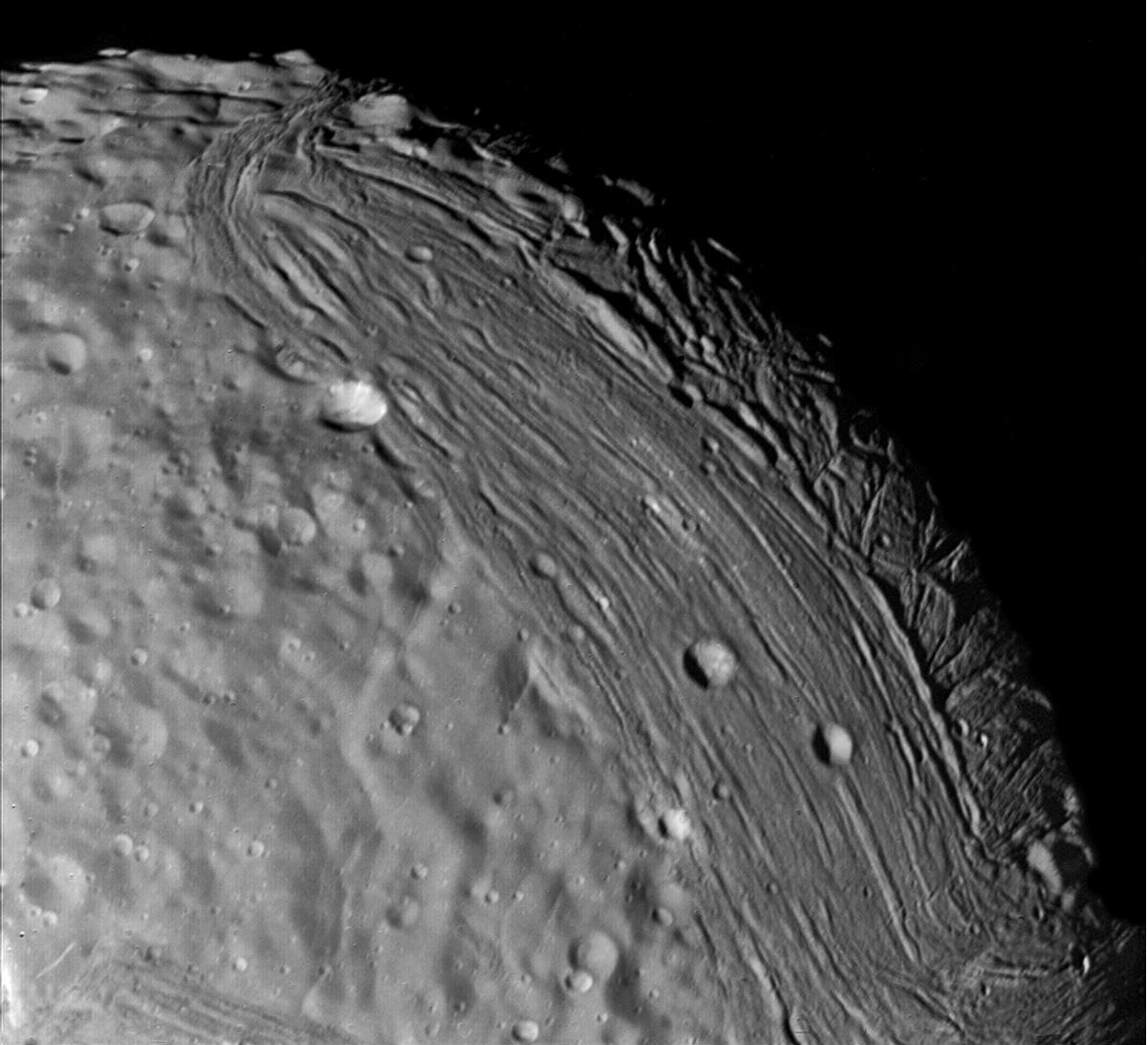
Miranda revela una història geològica complexa en aquesta fotografia realitzada per la sonda espacial Voyager 2 el 24 de gener de 1986. Es poden diferenciar almenys tres tipus de terreny d'edat i estil geològic diferents

Si bé els nombre de cràters suggereixen que la major part de la superfície de Miranda és antiga amb una història geològica similar a la resta de satèl·lits d'Urà, pocs d'aquests cràters són particularment grans, cosa que indica que la majoria s'han d'haver format després d'un important esdeveniment del passat llunyà que va modificar tota la superfície de la lluna. Els cràters a Miranda també semblen tenir vores suaus, que poden ser el resultat d'una ejecció o del criovolcanisme. La temperatura del pol sud de Miranda és d'aproximadament 85 K (-188 ° C), temperatura en què el gel d'aigua pura adopta les propietats de la roca. Així mateix, el material criovolcànic responsable del recobriment és massa viscós per haver estat aigua líquida pura, però massa fluid per a ser aigua sòlida. Més aviat, es creu que va ser una barreja viscosa i similar a la lava composta d'aigua i amoníac, que es congela a 176 K (-97 ° C), o potser etanol.

## Llista
Els cràters de Miranda porten els noms de personatges i llocs de les obres del dramaturg, poeta i actor anglès William Shakespeare (1564-1616).
Totes les coordenades són planetocèntriques (+E 0-360)
| Cràter    | Coordenades                            | Diàmetre (km) | Epònim                                                              | Ref.  |
| --------- | -------------------------------------- | ------------- | ------------------------------------------------------------------- | ----- |
| Alonso    | 44° 00′ S, 352° 36′ E / 44.0°S,352.6°E | 25,0          | Alonso - Rei de Nàpols a l'obra teatral La tempesta.                | WGPSN |
| Ferdinand | 34° 48′ S, 202° 06′ E / 34.8°S,202.1°E | 17,0          | Ferdinand - Fill del rei de Nàpols; enamorat Miranda a La tempesta. | WGPSN |
| Francisco | 73° 12′ S, 236° 00′ E / 73.2°S,236.0°E | 14,0          | Francisco - Un senyor de Nàpols a La tempesta.                      | WGPSN |
| Gonzalo   | 11° 24′ S, 77° 00′ E / 11.4°S,77.0°E   | 11,0          | Gonzalo - Antic conseller honrat de Nàpols a La tempesta.           | WGPSN |
| Prospero  | 32° 54′ S, 329° 54′ E / 32.9°S,329.9°E | 21,0          | Prospero - Duc de Mila legítim a La tempesta.                       | WGPSN |
| Stephano  | 41° 06′ S, 234° 06′ E / 41.1°S,234.1°E | 16,0          | Stephano - Un majordom borratxo a La tempesta.                      | WGPSN |
| Trinculo  | 63° 42′ S, 163° 24′ E / 63.7°S,163.4°E | 11,0          | Trinculo - Un bufó a La tempesta.                                   | WGPSN |